# 12729 Berger
12729 Berger (1991 RL7) là một tiểu hành tinh vành đai chính được phát hiện ngày 13 tháng 9 năm 1991 bởi F. Borngen và L. D. Schmadel ở Tautenburg.